# Apolemichthys
Apolemichthys – rodzaj ryb z rodziny pomakantowatych.

## Klasyfikacja
Gatunki zaliczane do tego rodzaju:

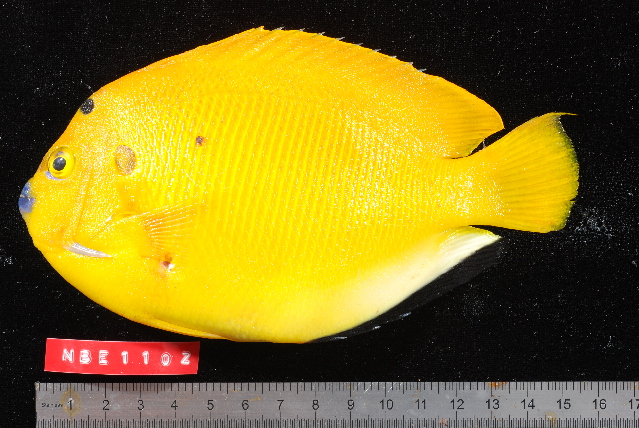
Apolemichthys arcuatus
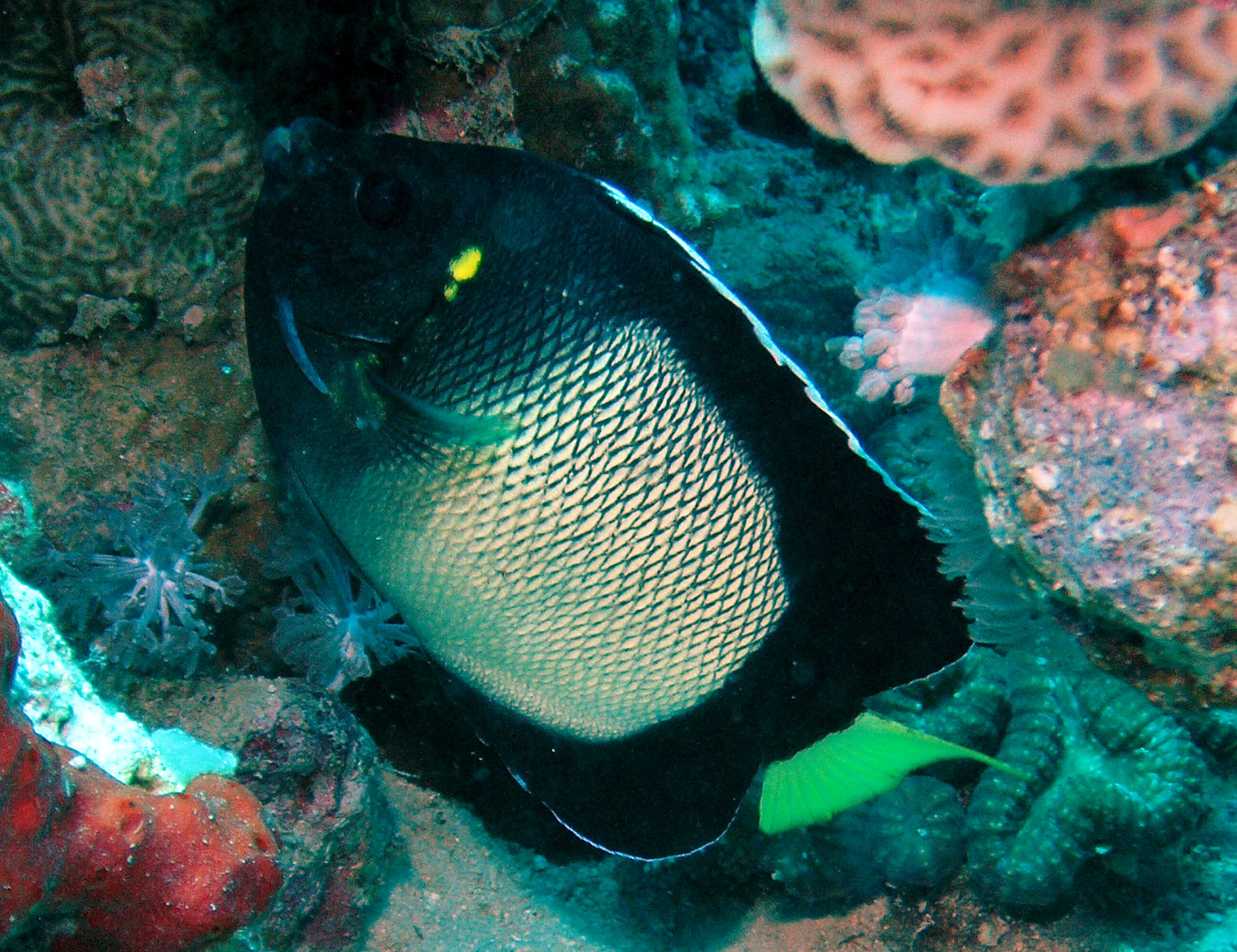
Apolemichthys griffisi
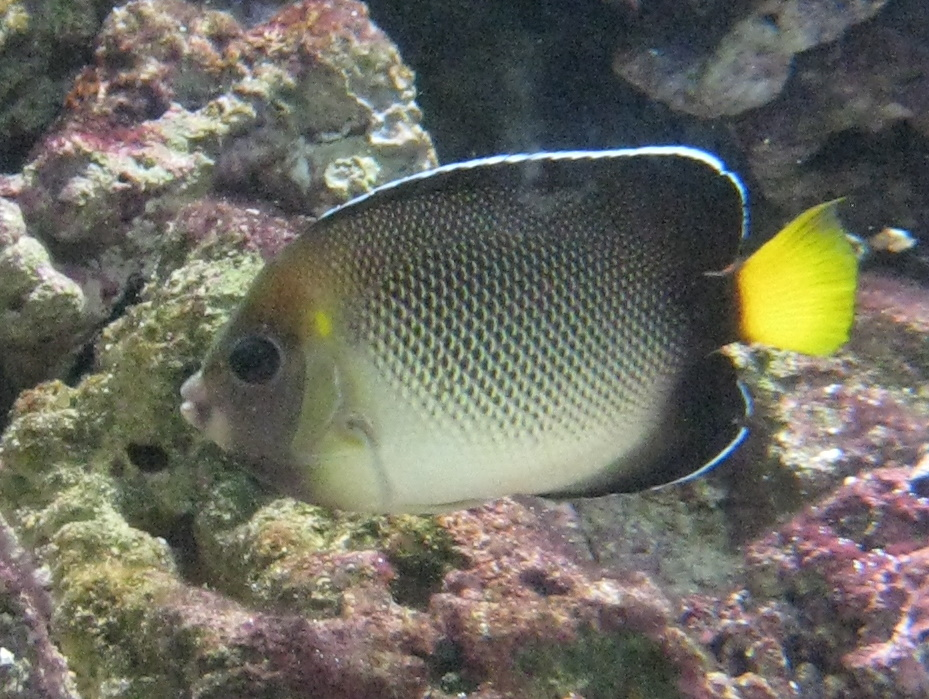
Apolemichthys guezei
- Apolemichthys kingi
- Apolemichthys trimaculatus
- Apolemichthys xanthopunctatus
- Apolemichthys xanthotis
- Apolemichthys xanthurus

- Apolemichthys trimaculatus
- Apolemichthys xanthotis
- Apolemichthys xanthurus